# Thyratron

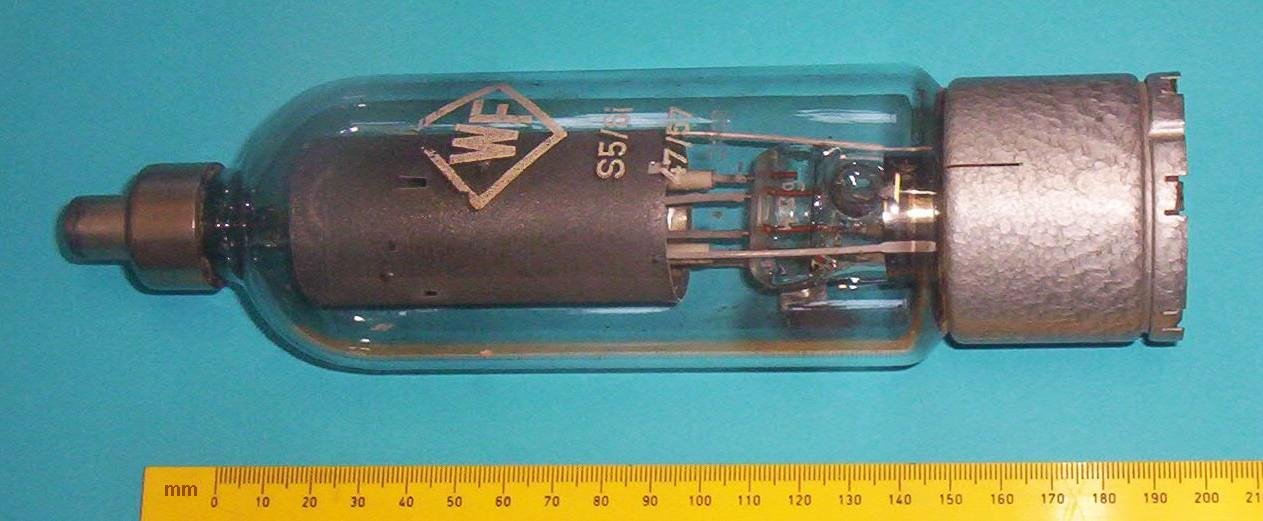
Thyratron 5 kV/6 A, VEB Werk für Fernsehelektronik (DDR), Typ S5/6i

Thyratron (altgr. Kunstwort, etwa Torvorrichtung) ist die Bezeichnung für einen über ein oder mehrere Gitter steuerbaren gasgefüllten Röhrengleichrichter mit Glühkathode, der vom Aufbau her einer Triode ähnelt. Als Füllgas kommen Quecksilberdampf, Xenon, Neon, Krypton oder Wasserstoff zum Einsatz. Das Schaltbild ist bei Eingitter-Thyratrons das einer Triode. Im Schaltbild befindet sich ein Punkt als Kennzeichen für die Gasfüllung.

## Funktion
Zwischen Anode und Kathode wird eine hohe Spannung angelegt, die Teil des Arbeitsstromkreises ist. Eine Zündung (= Leitfähigkeit, nicht Abbrand) des Füllgases kann verhindert werden, indem an das Steuergitter eine ausreichend negative Spannung angelegt wird. Bei positivem Gitterpotenzial (oder unbeschaltetem Gitter) kommt es zu einer Zündung des Füllgases, die eine Bogenentladung zwischen Anode und Kathode nach sich zieht und den gesamten Zwischenraum in ein leitfähiges Plasma umwandelt. Der Anodenstrom kann dann je nach Spezifikation einen Wert von einigen tausend Ampere annehmen, und der Spannungsabfall zwischen Anode und Kathode, die so genannte Brennspannung, beträgt ca. 10 bis 15 V.
Das Gitter wird dabei von einem Ionenbelag des Plasmas umgeben und verliert somit seinen Einfluss auf die Gasentladung. Auch durch Verringern des Gitterpotenzials kann die Bogenentladung nicht mehr unterbunden oder der Anodenstrom gesteuert werden. Das Löschen des Plasmas im Thyratron ist erst durch Verringern der Anodenspannung unter die Brennspannung oder durch Unterbrechen des Anodenstromkreises möglich.
Legt man an den Anodenstromkreis eine Wechselspannung an und steuert die Gitterspannung entsprechend, so kann man den Zündzeitpunkt des Thyratrons innerhalb der positiven Sinus-Halbwelle und damit den im Mittel fließenden Anodenstrom steuern. Das Thyratron verlischt dann selbständig bei der negativen Halbwelle und zündet wieder bei der nächsten positiven Halbwelle. Diese Anordnung arbeitet dann als Phasenanschnittsteuerung, wie sie heute mit Thyristoren oder Triacs realisiert wird.

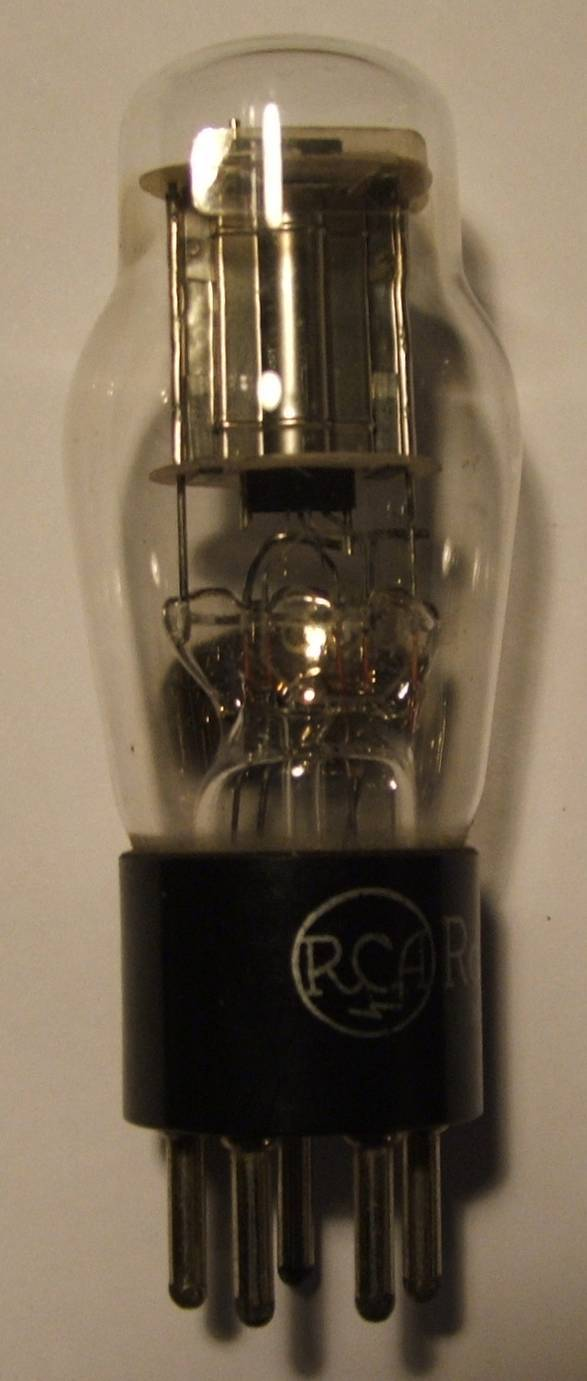
Historisches Xenon-Thyratron Type 885 von RCA für Zeitglieder und Sägezahngeneratoren
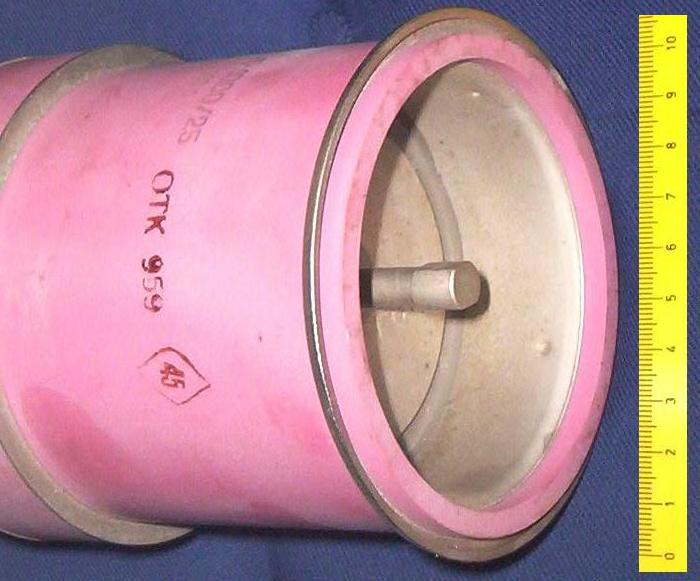
Wasserstoff-Thyratron 25 kV/1000 A, Russland, Typ TGI-1000/25 (zu sehen ist die Anodenseite)
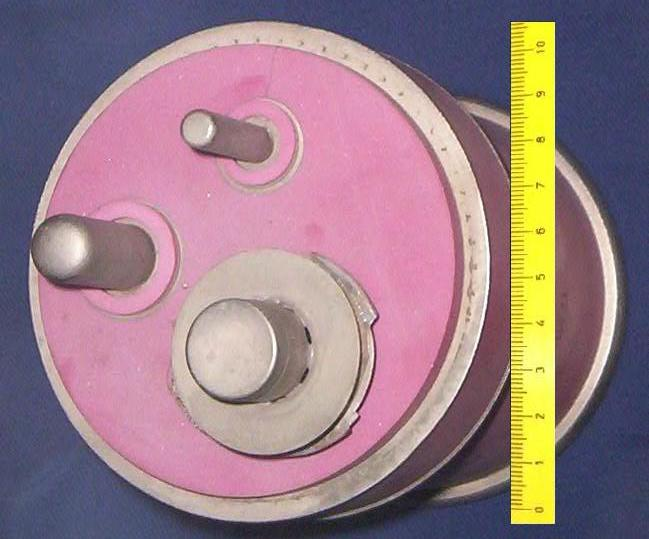
Seite der Kathode mit beheiztem Wasserstoff-Reservoir
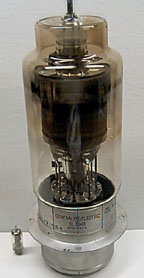
Wasserstoff-Thyratron für Radar-Pulsgenerator (max. 25 kV / 500 A Pulsstrom, Höhe ca. 30 cm), daneben kleines Thyratron für Zeitrelais (Typ 2D21, ca. 60 W).
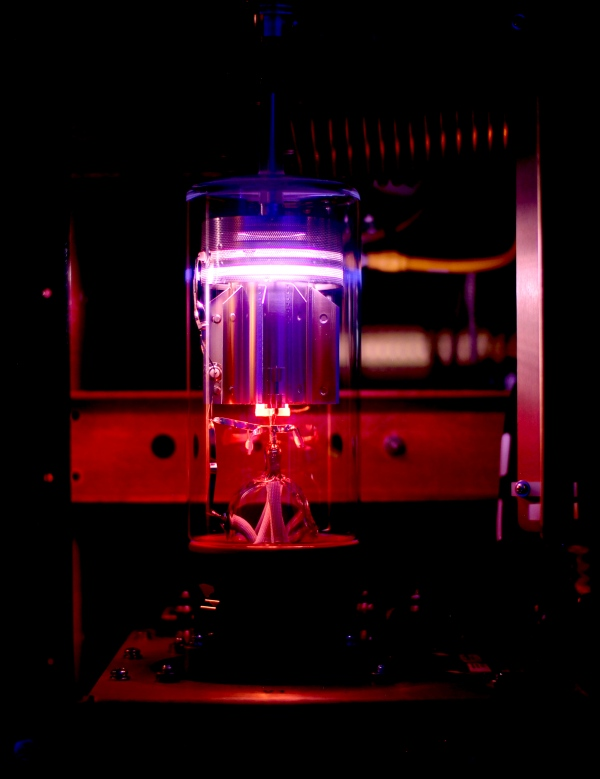
Thyratron eines modernen medizinisch genutzten Linearbeschleunigers.

## Anwendung
Thyratrons wurden bis in die 1960er Jahre zur Realisierung von steuerbaren Gleichrichtern und Phasenanschnittsteuerungen verwendet. Sie sind heute durch Thyristoren, Triacs und IGBT fast vollständig ersetzt worden.
Wasserstoff-Impuls-Thyratrons werden jedoch bis heute gefertigt, da diese besonders schnell sehr hohe Leistungen schalten können. Sie werden in Impulsgeneratoren, unter anderem in Excimerlasern, zur Steuerung der Pumpentladung, eingesetzt und können dort erst seit ca. 2004 teilweise durch Halbleiter ersetzt werden. Weitere Anwendungsbereiche sind Radaranlagen und Elektronen-Linearbeschleuniger zur Strahlentherapie.
Eine spezielle Anwendung war der gemeinsame Aufbau aus mehreren Thyratrons in Quecksilberdampfgleichrichtern.
Der Musiker, Komponist und Konstrukteur Oskar Sala verwendete Thyratronröhren in seinem Mixturtrautonium, mit dem er ab 1960 viele Kino- und Industriefilme vertonte.

## Verwandte Bauelemente
Neben den Thyratron mit Glühkathode gibt es auch sogenannte Kaltkathoden-Thyratrons, diese werden auch als Relaisröhren bezeichnet. Das Ignitron arbeiten mit einer Quecksilberteich-Kathode, benötigt sehr hohe Zündströme und kann Dauerleistungen im Megawatt-Bereich schalten. Das Halbleiterbauelement mit einer ähnlichen Charakteristik wie das Thyratron ist der Thyristor.